# Jana Adámková (rozhodčí)
Jana Adámková (* 27. ledna 1978) je česká fotbalová rozhodčí.
Od roku 2007 je zapsána jako asistentka pro české mužské ligové soutěže a zároveň jako hlavní rozhodčí pro soutěže žen na listině UEFA. Premiéru v mužských soutěžích si odbyla ve stejném roce v druhé lize, kde asistovala utkání mezi Jihlavou a 1. HFK Olomouc. V Gambrinus lize pak taktéž v roce 2007 utkání Slovan Liberec – FC Tescoma Zlín.
Na mezinárodní úrovni odpískala jako hlavní rozhodčí například dva zápasy na Mistrovství Evropy žen do 19 let.
V roce 2018 pískala jako hlavní rozhodčí utkání 8. kola Fortuna národní ligy mezi Jihlavou a Hradcem Králové (0:1).